# Mortal Kombat vs. DC Universe
Mortal Kombat vs. DC Universe (còn có tên gọi tắt là MK vs. DC) là một trò chơi đối kháng được phát triển qua sự hợp tác giữa từ Midway Games và Warner Bros Games. Đây là dòng thứ tám của trò chơi Mortal Kombat được sản xuất từ những năm 1992 đến năm 2006, MK vs DC được phát hành vào ngày 16/11/2008 trên toàn bắc Mỹ. Điểm đặc biệt của trò chơi là trong cùng bối cảnh bạn sẽ được sở hữu cả hai thương hiệu Mortal Kombat lẫn DC Universe về nội dung (do trò chơi đã chia đôi cả hai phe ra thành một cốt truyện riêng biệt), nội dung được viết bởi hai người chuyên viết kịch bản / vẽ truyện tranh comic là Jimmy Palmiotti và Justin Gray. Đây là thương hiệu Mortal Kombat cuối cùng được phát triển và phát hành bởi nhà sản xuất Midway Games trong thời gian làm ăn thua lỗ từ năm 2006 đến năm 2009, vì nhà sản xuất này đã phải nộp đơn xin bảo hộ theo Chương 11 của luật phá sản và bán bản quyền thương hiệu Mortal Kombat cho tiền thân Warner Bros. Đây là dòng Mortal Kombat đầu tiên được hội đánh giá nội dung phần mềm ESRB sếp cho cấp " Teen " (thanh thiếu niên) thay vì đạt cấp " Mature " (dành cho người chưởng thành từ 17 tuổi trở lên) qua việc cắt bỏ đi những hình ảnh bạo lực máu me như đã từng thấy ở phiên bản trước đó.
Nội dung của MK vs. DC diễn ra trong khoảng thời gian sau Mortal Kombat 3 hoặc có thể là một triều đại khác (theo đúng cách giải thích về việc làm một bản Mortal Kombat mới trên các hệ console Xbox 360 và Play Station 3) chứ không phải tiếp nối nội dung của phiên bản Mortal Kombat: Armageddon đã được làm trước đó trong năm 2006. Theo diễn biến cho biết thì nó diễn ra sau trận thua của hoàng đế Shao Kahn tại Nhân Gian khi mưu đồ xâm lược thất bại, hắn ta bỏ chạy qua cánh cổng càn không về phía nghĩa địa và gặp Raiden ở đó đón đầu. Bằng một đòn tấn công chớp nhoáng vào Shao Kahn, Raiden đã tống hắn dính vào cổng càn khôn đang mở sẵn và vô tình gây ra việc kết nối cùng một thời điểm với một nhân vật khác đến từ thế giới DC là Darkseid khiến cả hai gã này hợp nhất với nhau thành một con quỷ của cả hai thế giới gọi là Dark Kahn. Từ đây cuộc đối đầu giữa hai thế giới trong sự hỗn loạn bởi sự điều khiển của những cơn thịnh nộ " Rage " do Dark Kahn tạo ra bắt đầu...
MK vs DC được phát triển bằng công nghệ đồ họa danh tiếng Unreal Engine 3 của công ty sản xuất game Epic Games được tích hợp sẵn chỉ dành riêng cho hệ console PlayStation 3 và Xbox 360. Đây có thể nói là một dòng Mortal Kombat dành riêng cho hai hệ máy console tương lai trong cuộc chạy đua công nghệ số, trò chơi được chấm với điểm số 7.5/10 và 8.5/10 trên mọi trang. Do được thiết kế theo phong cách chỉ dành giành riêng cho giới hâm mộ truyện tranh comic của DC trên khắp đất Mỹ nên các cử động trong trò chơi đa phần là hơi cứng và các nhân vật DC được thiết kế trông rất thô vì theo một mẫu cũ có sẵn từ lâu đời trước đó chứ không phát triển lên như các nhân vật đến từ thế giới của Mortal Kombat. Trò chơi thiếu rất nhiều thứ do vội vã phát triển nên hầu hết mọi thứ trông đều thô, đây là một mặt tối của game và làm mất đi sự hoành tráng của nó qua các phiên bản hậu bối đi sau.

## Giới thiệu về trò chơi
Đã đến lúc chọn thời điểm cho Scorpion, Sub-Zero cùng các chiến binh của thế giới Mortal Kombat quyết đấu với các nhân vật siêu anh hùng như Người Dơi, Siêu Nhân và những thần dân khác trong thế giới của những siêu nhân anh hùng trong truyện tranh của hãng DC. Mortal Kombat hoặc DC Universe đã sẵn sàng cho cuộc chơi này bằng những cuộc truy kích và xâm lược lẫn nhau thông qua một cuộc phiêu lưu đầy kỳ thú song hành cùng một cốt truyện cho sẵn bằng một luật lệ phải luôn được chấp hành với cả hai phe mà chúng ta đã chọn.
Hơn 1,2 tỷ đơn vị các máy Console lẫn đĩa các dòng trò chơi Mortal Kombat đã được bán ra, những giải thưởng và danh hiệu đặc biệt vẫn tiếp tục làm và đánh bóng thương hiệu Midway hãng khai sinh ra trò chơi từ một kẻ không có danh nay đã trở thành một chú bé hạt tiêu trong ngành công nghiệp giải trí khổng lồ bói ra tiền đang mau chóng đặt chân lên đỉnh cao như các bậc kỳ cựu binh khác nổi tiếng đó là Microsoft Game Studio, Blizzard, Epic, Ubi Soft, Id Software v.v... chính là nhờ đây, trò chơi Mortal Kombat đã tạo ra một huyền thoại thực sự của trò chơi điện tử đối kháng sau hơn hơn 14 năm trời phục vụ cho những niềm đam mê bất diệt y như tên gọi của trò chơi cuối cùng đã có thể sánh vai ngang hàng với một hãng khiến nó trở thành một sự phi tuyến tính làm nên yếu tố game đã thực sự biến những cái không thể thành có thể. Vậy đỉnh cao của chuyện này là gì ? Bạn muốn biết, các bạn sẽ đến với thế giới của DC Universe... nơi mà tiền thân khai sinh của nó chính là hãng truyện tranh nổi tiếng nhất toàn bộ nước Mỹ là DC Comics với những siêu anh hùng huyền thoại trong thế giới siêu tưởng như Siêu Nhân, Người Dơi, Ánh Chớp, Miêu Nữ, Gã Hề điên loạn cùng hàng loạt những thần dân khác đã sẵn sàng tham chiến trên một đấu trường giữa hai thế giới đã và đang chuẩn bị hòa lại thành một bởi một cuộc chiến vô định sắp xảy đến. " Mortal Kombat vs. DC Universe ".

## Cốt truyện
Bắt đầu nội dung là kể về việc Shao Kahn gặp thất bại trong công việc chiếm lấy Nhân Gian tại phiên bản Mortal Kombat 3 hoặc có thể là một triều đại khác. Shao Kahn chạy về nghĩa địa thông qua cánh cổng càn khôn cùng với Quan Chi, và rủi thay hắn gặp ngay Raiden đang xiết chặt gọng kềm ở đó nên tình đồng minh của hắn bị đổ vỡ do Quan Chi đã mỉa mai Shao Khan về thất bại của ông ta (Quan Chi lúc đó nói rằng Shinnok sẽ không hài lòng trước thất bại lần này). Shao Kahn do đang thua trận lại nghe mỉa mai nên nổi điên và dùng cây búa có sẵn trong tay định hạ sát ngay Quan Chi về tội dám xấc láo với hắn, Raiden thấy Shao Kahn chuẩn bị làm một điều xấu nữa thì ông đã tung cho Shao Kahn ăn một phát trưởng bay ra phía cánh cổng càn khôn được mở sẵn từ lúc nãy... và từ đây mọi rắc rối bắt đầu nổi lên. Số là trong thời gian đấy tại thế giới của DC, đang diễn ra cuộc giao tranh ác liệt giữa Siêu nhân và tên Darkseid, Siêu nhân đánh bại Dardseid và mau chóng xuống giúp đỡ nốt Lex Luther trong công việc bảo vệ chính nghĩa. Và trong lúc này do thua trận, Darkseid tháo chạy bằng cách mở một cánh cổng trời dịch chuyển ra vũ trụ. Siêu Nhân thấy Darkseid định chạy chốn nên dùng mắt lazer tấn công Dardseid dồn dập khiến hắn bị văng dính vào cổng dịch chuyển, từ đây nó trùng với thời điểm gã trùm Shao Kahn bị Raiden tấn công. Cả hai kẻ này do bị dồn ép chặt vào chiếc cổng dịch và cổng càn khôn, đã mau chóng hoà lại thành một và khiến thế giới của hai phe Mortal Kombat và DC Univers kết nối với nhau làm mọi thứ trở nên đảo lộn hết, cuộc xâm lược của hai phe DC và Mortal Kombat bắt đầu trong sự điều khiển bằng Rage của hai kẻ xấu xa đã hoà lại thành một là Dark Kahn. Từ lúc này hai phe không phân biệt được chính tà và sai trái và đã tự coi nhau là những kẻ xâm lược luôn cho rằng là mình đúng, giao tranh nổ ra và cả hai phe đã phải trả giá cho sự nông nổi bởi sự điều khiển đó là lạm sát ngay cả những chiến hữu từng vào sinh ra tử của phe mình. Raiden và Siêu Nhân quá đau xót trước truyện trên, họ đã đối diện với Dark Kahn trong tình thế hiểm nghèo khó khăn. Bằng nỗ lực, họ đã thắng nhưng có cái gì đó không đúng đang diễn ra khi Dark Kahn bị tiêu diệt và cả hai thế giới tách ra và trở lại lúc ban đầu. Việc xáo trộn này đó là... Shao Kahn nằm lại thế giới của DC Universe và bị nghiền nát thành từng mảnh thủy tinh bay tới Phantom Zone và Darksein nằm lại thế giới của Mortal Kombat trong sự giam cầm tại Netherrealm thế chỗ của Quan Chi trước đó. Từ đây một sự khởi đầu định mệnh mới tại mảnh đất Mortal Kombat và thế giới DC Universe được bắt đầu.

## Danh sách nhân vật
| Mortal Kombat | DC Comics      |
| ------------- | -------------- |
| Baraka        | Batman         |
| Jax           | Captain Marvel |
| Kano          | Catwoman       |
| Kitana        | Darkseid       |
| Liu Kang      | Deathstroke    |
| Raiden        | The Flash      |
| Scorpion      | Green Lantern  |
| Shang Tsung   | The Joker      |
| Shao Kahn     | Lex Luthor     |
| Sonya Blade   | Superman       |
| Sub-Zero      | Wonder Woman   |

## Danh sách nhân vật mục tải về qua Xbox Live và PS Network
| Mortal Kombat | DC Comics    |
| ------------- | ------------ |
| Quan Chi      | Harley Quinn |
| Kung Lao      | Doomsday     |

Theo như được rõ về việc mục DLC không được đề cập các nhân vật này là do hãng MIDWAY bị phá sản từ trước năm 2009. Nhân vật Quan Chi và Harley Quinn chỉ được đề cập đến qua hình ảnh từ mạng xã hội của tác giả game Ed Boon chứ chưa được lên lịch cập nhật đầy đủ như các nhân vật thêm tại game TNA Impact!. Đó thực sự quả là một sự cố đang tiếc ngoài mong muốn.

## Trở về phong cách truyền thống đời cũ
Theo tác giả trò chơi là Ed Boon, khi ông chịu trách nhiệm mảng cách chơi của tựa game MK mới này mà không phải chịu áp lực quá nhiều từ những mảng game MK trước đó, nên ông đã đồng ý cho nhóm phát triển đưa lại cách chơi của Mortal Kombat vs. DC Universe trở về những yếu tố căn bản của dòng game Mortal Kombat đời đầu tiên, thực sự quả đúng như vậy, trò chơi đã mang lại cho chúng ta hoàn toàn có cảm giác những phong cách của các đời xa xưa như từ 1 đến 4. Toàn bộ các nhân vật ở trong trò chơi có thể có một số đòn thế đặc biệt nhất định khi bạn có thể nối chuỗi các đòn thế này lại với nhau để tạo nên các đòn đánh liên hoàn (gọi tắt là combo) ấn tượng và nhìn rất đã mắt theo đúng chủ nghĩa nghĩa đấu tự do bạn đã thấy trước đó trên hình ảnh của đời 2D.
Trò chơi lần này cũng không cho phép game thủ vượt qua phạm chù của giới hạn đòn đánh của trò chơi như đã thấy ở các hồi 1 và đời thứ 3 mà giới hạn lại gọn trong đòn nhất định phần trăm sát thương như các đời 4, Deception và cuối cùng là Armageddon. Hệ thống chiến đấu trong trò chơi lần này được chia thành kiểu " tấn công vùng cao và vùng thấp " đối phương theo đúng nghĩa diễn tả những cảnh ra đòn theo đúng nghĩa của cảm giác chiến đấu thực sự, và điều đó chỉ phụ thuộc tất cả vào 4 đòn tấn công cơ bản tương ứng với 4 phím của tay cầm điều khiển của người chơi. Ngoài ra, các nút phụ sẽ cho phép bạn thực hiện các đòn chụp, quăng hoặc búng tường ngược về phía sau khi hai nhân vật đang thực hiện đòn bay trên không như đã từng giới thiệu lần đầu tiên ở bản Armageddon.
Hai yếu tố mới nhất của phần Mortal Kombat vs. DC Universe này được công bố giới thiệu cho cộng đồng game thủ về sự cải tiến chính là Đòn rơi tự do " Freefall " và cận chiến " Klose Kombat ". Đòn rơi tự do bắt đầu là khi bạn quăng đối thủ vào một số vị trí đặc biệt trong màn chơi, khiến hắn ta rơi xuống phần bên dưới của màn chơi hiện tại (tương tự như trong cách chơi của hai bản Deception và Armageddon). Khi đối thủ đang rơi xuống trên khoảng không, nhân vật mà bạn điều khiển sẽ tự động lao theo, tấn công liên tục và có cơ hội tung ra đòn tấn công siêu mạnh nhờ vào thanh " Super Attack " hiển thị trên màn hình phía sát bên góc trái và phải. Khi thanh " Super Attack " của bạn càng đầy, đòn tấn công này của bạn càng uy lực và có tầm sát thương với đối phương cực cao khi hắn đã bị dính đòn đo đất.
Tuy nhiên hãy nên nhớ một điều rằng, nếu đối phương của bạn nhấn phím đúng lúc khi đã hiểu được nguyên lý ra đòn thế của bạn, hắn ta hay bạn cũng có thể có thể tráo đổi vị trí với bạn và lúc đó, chính bạn hay hắn ta sẽ là người lãnh đủ đòn tấn công của đối phương hoặc ngược lại. Vẫn tiếp tục với những yếu tố như thế bằng đòn cận chiến, trong màn chơi, bạn sẽ có cơ hội áp sát và chụp lấy đối phương. Ngay lúc đó, camera sẽ tự động quay tia lại gần vào và nếu đủ nhanh tay biểu diễn sự nhanh nhạy trên tay cầm điều khiển, bạn có thể cho kẻ thù khoảng một số đòn tấn công rất tàn bạo theo đúng phong cách của Mortal Kombat như đã thấy theo nguyên lý làm Fatality của dòng Mortal Kombat: Armageddon.
Với việc sử dụng engine Unreal (như đã giới thiệu thành công qua với game đầu tiên là Gear Of War nay đã đạt được nhiều danh tiếng) và tận dụng sức mạnh phần cứng của hệ Next-Generation chỉ với hai hệ máy là Xbox 360 và Play Station 3, đội ngũ phát triển đã tạo ra những màn chơi rất chăm chút chứ không dám nói là nó thực sự xuất sắc, hệ thống nhân vật với những đòn thế những tuyệt chiêu chưởng và sự di chuyển linh hoạt, cùn các nhân vật có thần xắc sống động đúng với sự tương tác thực. Ngoài ra còn có điều cần nói thêm, hệ thống vật lý trong game cũng được đặt lên hàng đầu khi mà môi trường trong trò chơi có tính tương tác rất cao với từng đòn tấn công của nhân vật mặc dù những đòn máu chảy đầu rơi đã được loại bỏ và thế vào đó là những cảnh rách nát của nhân vật khi bị dính đòn và vài những vật kết hợp trên sân bị vỡ nát văng tung tóe không làm giảm đi giá trị của dòng game vốn một thời gây tranh cãi.
Phần âm thanh trong trò chơi cũng hoàn thành nhiệm vụ của mình với khả năng bám sát diễn biến trong trò chơi từng chiêu một và đây là điểm được sáng giá nhất trong khâu xử lý của đội ngũ âm thanh kỳ cựu. Hiệu ứng âm thanh miêu tả lần này là thể hiện sự va chạm rất gãy gọn và cho thấy tàn bạo, đẫm máu của Mortal Kombat vs. DC Universe. Trong một số tình huống xuyên suốt của trò chơi, âm thanh lúc đó chợt trở nên hoành tráng và đầy kịch tính khi những cuộc giao tranh và săn đuổi được bắt đầu.
Hệ thống Online cho phép đối thủ tranh tài với nhau trên mọi miền tổ quốc vẫn sẽ có trong Mortal Kombat vs. DC Universe, tuy nhiên lần này nhà sản xuất vẫn không hứa hẹn những bất trắc xảy ra trong quá trình chơi Online của các phiên bản trước mặc dù phiên bản đời MK Ii trên Play Station 3 hoàn thành nhiệm vụ rất xuất sắc. Vì thế cho nên nếu có tia hy vọng chắc chắn phiên bản này không làm các fan hâm mộ Online mất đi hứng thú khi được giao tranh một lần nữa.

## Đánh giá và chấm điểm trò chơi
- - GameRankings - .: Cho điểm 77.33% trên hệ Play Station 3:. -.: Cho điểm 75.36% trên hệ Xbox 360:.
- - Metacritic - .: Cho điểm 76 trên hệ Play Station 3:. -.: Cho điểm 72 trên hệ Xbox 360:.
- - Game Informer - .: Cho điểm 8,5/10:.
- - GamePro - .: Chấm 4 sao:.
- - GameSpot - .: Cho điểm 7,5/10:.
- - GameTrailers - .: Cho điểm 7,4/10:.
- - IGN - .: Cho điểm 7,5/10:.
- - Official Xbox Magazine - .: Cho điểm 8,5/10:.
- - Giant Bomb - .: Chấm 5 sao:.
- - X-Play - .: Chấm 3 sao:.